# 鈴木勝吾
鈴木 勝吾（すずき しょうご、1989年2月4日 - ）は、日本の俳優である。神奈川県出身。ヒラタオフィス所属。

## 略歴
高校時代にスカウトされたことをきっかけにオーディションを受け始め、芸能界入りを果たす。
2009年2月、「スーパー戦隊シリーズ」『侍戦隊シンケンジャー』のシンケングリーン / 谷千明 役として俳優デビューし、人気を博す。
2010年4月、自身が出演したバラエティ番組『イケメンデルの法則』をきっかけとし、バンド『ココア男。』を結成する。「甘い罠 苦い嘘、、、」でavexよりデビュー。CDを6枚リリースしたのち、2012年3月にバンドを解散。
2014年5月、『ミュージカル『薄桜鬼』〜風間千景篇〜』で舞台初主演を果たし、10月には映画『カバディーン!〜花吹雪高校篇〜』でも初主演を務める。
2015年3月、ココア男。が1日限定で復活し、『心愛祭〜いまさらだけどココア男。の「。」っている？〜』LIVEを開催した。
2023年4月3日より、テレビ神奈川の情報番組『猫のひたいほどワイド』に月曜MCとして出演。2024年3月25日をもって同番組より卒業をした。

## 人物
- 趣味はスノーボード[1]、囲碁[1]、釣り[1]、読書[1]、絵。特技はテニス[1]、歌[1]、殺陣[5]、ギター[5]、囲碁[5][6]。
- 「勝吾」という名前の由来は、「吾（おのれ）に勝つ」という意味[7]。
- 『帰ってきた侍戦隊シンケンジャー 特別幕』のクランクアップの日に、自身の誕生日だったので、共演者やスタッフにケーキでお祝いしてもらった[8]。
- 忍者の戦隊（『忍者戦隊カクレンジャー』と『忍風戦隊ハリケンジャー』）が好きで、『シンケンジャー』のオーディションを受けたという。
- フジテレビ所属のアナウンサーの生田竜聖とは高校時代の同級生である[9][10]。
- 『シンケンジャー』の最終回が放送された2010年2月7日付のブログに、ある女性からシンケングリーンが好きだった息子が同年1月末に死去したこと、息子のために空を見上げてほしいというコメントが書き込まれた。それを受けて翌8日、息子の名前を織り込んだタイトルとともに空を映した写真を投稿。このやりとりが鈴木に対する共感を呼んだほか、女性のブログにも子を持つ母親からの励ましのコメントが届いた[11]。

## 出演

### テレビドラマ
- 侍戦隊シンケンジャー（2009年2月15日 - 2010年2月7日、テレビ朝日）- 谷千明 / シンケングリーン 役
  - 仮面ライダーディケイド 第24話・第25話（2009年7月12日・19日、テレビ朝日） - 谷千明 役
- 同窓会〜ラブ・アゲイン症候群（2010年4月22日 - 6月17日、テレビ朝日） - 浩太 役
- ヘヴンズ・ロック 〜Heaven's Rock〜（2010年7月15日 - 9月2日、関西テレビ） - リューイチ 役
- 古代少女隊ドグーンV（2010年10月7日 - 12月23日、MBS） - 月宮翔太 役
- クリスタル（2011年6月18日 - 7月9日、千葉テレビ放送） - 主演 大島克己 役
- スイッチガール!! 第2話・第5話（2012年1月7日・28日、フジテレビTWO） - 直井 役
- スピンオフドラマ『ギャルバサラ外伝』（2012年8月29日、メ～テレ） - 利吉 役[12]
- 青空の卵（2012年7月29日 - 9月30日、BS朝日） - 小宮 役[13]
- 僕のいた時間 第2話（2014年1月15日、フジテレビ） - 大島泰輔 役
- アウトドア・ロックンロール〜サラリーマン転覆隊が行く〜（2014年4月4日 - 9月26日、BS朝日） - 鈴木社員 役
- 月曜ゴールデン 世田谷駐在刑事2（2014年4月7日、TBS） - 郷原 役
- ST 赤と白の捜査ファイル 第5話（2014年8月13日、日本テレビ） - 戸川一郎 役
- 日曜ワイド 京都南署鑑識ファイル11（2017年7月23日、テレビ朝日） - 新海優斗 役
- 御茶ノ水ロック 第6話 - 最終話（2018年2月22日 - 3月8日、テレビ東京） - 荒巻秀幸 役[14]
- 腐男子バーテンダーの嗜み 第2話（2021年12月28日、台湾・WAKUWAKU JAPAN / 2022年5月31日、フジテレビ） - 岩井 役

### 映画
- スーパー戦隊シリーズ（東映） - 谷千明 / シンケングリーン 役
  - 侍戦隊シンケンジャー 銀幕版 天下分け目の戦（2009年8月8日公開）
  - 侍戦隊シンケンジャーVSゴーオンジャー 銀幕BANG!!（2010年1月30日公開）
  - 天装戦隊ゴセイジャーVSシンケンジャー エピックon銀幕（2011年1月22日公開）
  - ゴーカイジャー ゴセイジャー スーパー戦隊199ヒーロー大決戦（2011年6月11日公開）
  - セイバー+ゼンカイジャー スーパーヒーロー戦記（2021年7月22日公開）[15]
- BADBOYS（2011年3月26日公開、全力エージェンシー） - 桐木司 役
- ギャルバサラ -戦国時代は圏外です-（2011年11月26日公開、角川映画） - 利吉 役
- Miss Boys!（ダブ / Thanks Lab.） - 金子瞬 役
  - Miss Boys! 決戦は甲子園!?編（2011年12月3日公開）
  - Miss Boys! 友情のゆくえ編（2012年1月21日公開）
- ラブポリス〜ニート達の挽歌〜（2012年2月25日公開、ジョリー・ロジャー） - コウジ 役
- 忍たま乱太郎 夏休み宿題大作戦!の段（2013年7月6日公開、東映） - 山田利吉 役[16][17]
- カバディーン!〜花吹雪高校篇〜（2014年10月4日公開、ユナイテッドエンタテインメント） - 主演 牧野竜一 役[18][19]
- 野良犬はダンスを踊る（2015年10月10日公開、FAITHentertainment） - 秋元創輝 役
- 任侠野郎（2016年6月4日公開、KATSU-do） - ヤンキー 役
- HE-LOW THE FINAL（2022年5月27日公開、エレファントハウス） - 弟子山匠 役[20]
- 仁義なき幕末 -龍馬死闘篇-（2023年3月25日公開、東映ビデオ） - 伊達唯臣 役[21]

### 舞台
- 源氏物語×大黒摩季songs〜ボクは、十二単に恋をする〜（2010年10月27日 - 11月6日、天王洲銀河劇場） - 惟光 役
- ミュージカル『薄桜鬼』 - 風間千景 役
  - ミュージカル『薄桜鬼』〜斎藤一篇〜  （2012年4月27日 ｰ 5月8日、サンシャイン劇場）[22]
  - ミュージカル『薄桜鬼』〜沖田総司篇〜（2013年3月14日 ｰ 24日、サンシャイン劇場）
  - ミュージカル『薄桜鬼』〜土方歳三篇〜（2013年10月2日 - 11日、日本青年館）[23]
  - ミュージカル『薄桜鬼』HAKU-MYU LIVE（2014年1月4日 - 5日、日本青年館）[24]
  - ミュージカル『薄桜鬼』〜風間千景篇〜（2014年5月16日 - 18日、新神戸オリエンタル劇場 / 5月23日 – 6月1日、シアター1010） - 主演[25][26][27]
  - ミュージカル『薄桜鬼』〜藤堂平助篇〜（2015年1月10日 - 12日、京都劇場 / 1月17日 - 25日、六本木ブルーシアター）
  - ミュージカル『薄桜鬼』新選組奇譚（2016年1月4日 - 11日、天王洲銀河劇場 / 1月15日 - 17日、大阪メルパルク）[28]
  - ミュージカル『薄桜鬼』HAKU-MYU LIVE 2（2016年8月12日 - 13日、京都劇場 / 8月16日 - 17日、東京Zepp Divercity）[29]
  - ミュージカル『薄桜鬼 真改』〜相馬主計篇〜（2021年4月1日 - 4日、日本青年館 / 4月8日 - 11日、AiiA 2.5 Theater Kobe）[30] [31]
  - ミュージカル『薄桜鬼 真改』〜斎藤一篇〜（2022年4月22日 - 27日、品川プリンスホテル ステラボール / 5月1日 - 5日、京都劇場）
- コーサ・ノストラの掟（2012年11月1日 - 4日、CBGKシブゲキ!!） - レイ 役[32]
- ライブ＆朗読劇 激奏三国志〜Soul Of Rock〜（2012年11月11日、田町STUDIO CUBE326） - 趙雲子龍（DJ-パイロン） 役
- ダブルブッキング!（2013年1月9日 - 20日、本多劇場・「劇」小劇場・小劇場「楽園」） - 武田陽介 役
- 劇団たいしゅう小説家Present's『おれの舞台』（2013年4月13日 - 21日、あうるすぽっと） - 新上寺勝彦 役[33][34]
- ロボ・ロボ（2014年8月29日 - 9月1日、サンシャイン劇場） - コック900 役[35]
- 東京喰種 トーキョーグール - 西尾錦 役
  - 東京喰種 トーキョーグール（2015年7月2日 - 8日、AiiA 2.5 Theater Tokyo / 7月18日 - 20日、京都劇場）[36]
  - 東京喰種 トーキョーグール〜或いは、超越的美食学をめぐる瞑想録〜（2017年6月29日 - 7月4日、シアター1010 / 7月8日 - 9日、梅田芸術劇場 シアター・ドラマシティ）[37]
- 小林少年とピストル（2015年8月12日 - 16日、CBGKシブゲキ!!） - 主演 少年探偵・小林 役[38]
- ベイビーさん〜あるいは笑う曲馬団について（2015年11月7日 - 14日、六本木ブルーシアター） - 少年（ボーズ） 役[39][40]
- 少年社中×東映 舞台プロジェクト パラノイア★サーカス（2016年2月26日 - 3月6日、サンシャイン劇場）-  アルセーヌ・ルパン 役[41][42]
- Color of Life（2016年3月25日 - 31日、東京芸術劇場 シアターイースト）[43]
- WBB vol.10『懲悪バスターズ』（2016年5月19日 - 22日、 東京芸術劇場 プレイハウス / 5月28日 - 29日、 新神戸オリエンタル劇場）- アミット 役[44]
- 瞑るおおかみ黒き鴨（2016年9月1日 - 11日、天王洲銀河劇場 / 9月19日 -20日、森ノ宮ピロティホール / 9月22日、北九州芸術劇場） - 佐川官兵衛 役[45]
- エン*ゲキ#02『スター☆ピープルズ!!』（2017年1月5日 - 11日、紀伊國屋ホール）[46][47][48] - 主演 スター 役
- さらば俺たち賞金稼ぎ団（2017年2月16日 - 22日、シアター1010） - 主演 翠斗 役[49][50]
- ミュージカル『スタミュ』 - 天花寺翔 役
  - ミュージカル『スタミュ』（2017年4月1日 - 9日、 Zeppブルーシアター六本木  / 4月15日 - 16日、 森ノ宮ピロティホール ）
  - ミュージカル『スタミュ』2ndシーズン（2018年7月4日 - 11日、日本青年館 / 7月20日 - 22日、森ノ宮ピロティホール）[51]
- ジョーカー・ゲーム  - 三好 役
  - ジョーカー・ゲーム（2017年5月4日 - 7日、Zeppブルーシアター六本木）[52] - 主演 三好 役
  - ジョーカー・ゲームII（2018年6月14日 - 20日、シアター1010）[53] - 三好 役
- 少年社中×東映『モマの火星探検記』（2017年8月9日 - 13日、天王洲 銀河劇場 / 8月19日 - 20日、サンケイホールブリーゼ）- テレスコープ 役
- 少年社中×東映 舞台プロジェクト『ピカレスク◆セブン』（2018年1月6日 - 15日、サンシャイン劇場 / 1月20日-21日、サンケイホールブリーゼ / 1月27日、岡崎市民会館）- 主演 マクベス 役[54][55]
- 音楽朗読劇『Jekyll vs Hyde』（2018年3月24日、TOKYO FM HALL） - アタソン 役
- エン*ゲキ#03『ザ・池田屋！』（2018年4月20日 - 30日、紀伊國屋ホール / 5月11日 - 13日、ABCホール）- 主演 吉田稔麿 役[56]
- LADY OUT LAW!（2018年9月14日 - 24日、品川プリンスホテル クラブeX）- ボロ 役[57]
- 少年社中『トゥーランドット〜廃墟に眠る少年の夢〜』（2019年1月10日 - 20日、サンシャイン劇場 / 1月24日 - 27日、梅田芸術劇場 シアター・ドラマシティ / 1月30日 - 31日、ももちパレス）- 謎の男 支配人 役 [58]
- DisGOONie Presents vol.5 舞台『PHANTOM WORDS』（2019年3月15日 - 24日、ヒューリックホール東京）- 張良役 [59][60]
- ミュージカル『憂国のモリアーティ』 - ウィリアム・ジェームズ・モリアーティ 役
  - ミュージカル『憂国のモリアーティ』（2019年5月10日 - 19日、天王洲 銀河劇場 / 5月25日 - 26日、柏原市民文化会館リビエールホール） - 主演
  - ミュージカル『憂国のモリアーティ』Op.2  -大英帝国の醜聞- （2020年7月31日 - 8月10日、天王洲 銀河劇場 / 8月14日 - 16日、京都劇場） - 主演[61]
  - ミュージカル『憂国のモリアーティ』Op.3  -ホワイトチャペルの亡霊- （2021年8月5日 - 8月15日、品川プリンスホテル ステラボール / 8月19日 - 22日、サンケイホールブリーゼ） - 主演[62]
  - ミュージカル『憂国のモリアーティ』Op.4 -犯人は二人-（2023年1月27日 - 29日、新歌舞伎座 / 2月2日 - 12日、天王洲 銀河劇場） - 主演 [63]
  - ミュージカル『憂国のモリアーティ』Op.5  -最後の事件- （2023年8月24日 - 27日、メルパルクホール / 9月1日 - 10日、天王洲 銀河劇場） - 主演
  - ミュージカル『憂国のモリアーティ』大英帝国の醜聞 Reprise（2025年5月16日 - 18日、シアターH / 5月23日 - 25日、京都劇場 / 5月30日 - 6月8日、天王洲 銀河劇場） - 主演[64]
- ちょっと今から仕事やめてくる（2019年6月13日 - 23日、CBGKシブゲキ!!） - 主演 ヤマモト 役[65][66]
- DisGOONie Presents vol.6 舞台『PANDORA』（2019年7月11日 - 17日、全労済ホール スペース・ゼロ）- 主演 ドラコ・リンスカム役
- 少年社中『天守物語』（2019年8月2日 - 12日、紀伊国屋ホール / 8月16日 - 18日、近鉄アート館） - 死宝丸 役[67]
- エン*ゲキ#04『絶唱サロメ』（2019年10月5日 - 13日、紀伊國屋ホール / 10月26日 - 27日、サンケイホールブリーゼ） - ヘロデ・アンティパス王 役[68]
- DisGOONie Presents vol.7 舞台『PSY・S』（2019年11月7日 - 15日、シアター1010 / 11月25日 - 27日、梅田芸術劇場 シアター・ドラマシティ） - ディマリア 役[69]
- 少年社中×東映『モマの火星探検記』（2020年1月7日 - 20日、サンシャイン劇場 / 2月1日 - 2日、岡崎市民会館あおいホール / 2月7日 - 14日、サンケイホールブリーゼ / 2月15日 - 16日、福岡市民会館） - テレスコープ 役[70][71]
- ミュージカル『チェーザレ 破壊の創造者』（2020年4月13日 - 5月11日、明治座） - ロベルト 役 *全公演中止[72]
- S-IST Stage「ひりひりとひとり」（2020年6月16日 - 21日、よみうり大手町ホール）*全公演中止[73] [74]
- リーディングシアター 『緋色の研究』（2020年6月17日配信）- シャーロック・ホームズ 役[75][76]
- リーディングステージ「法廷の王様」（2020年8月28日・29日・31日、ニッショーホール） - 朝倉遥輝 役
- 饗宴「エイリアンハンドシンドローム」（2020年9月2日 - 13日、DisGOONieS）
- 饗宴「Führer」（2020年10月21日 - 11月1日、DisGOONieS）
- 知り難きこと陰の如く、動くこと雷霆の如し。（2020年12月24日、こくみん共済COOPホール スペース・ゼロ） - チャップリン 役（ゲスト出演）
- 演劇の毛利さん –The Entertainment Theater vol.0
  - 音楽劇「星の飛行士」（2021年1月6日 - 17日、サンシャイン劇場 / 1月27日 - 31日、梅田芸術劇場 シアター・ドラマシティ）-主演 サン＝テグジュペリ 役 [77][78]
  - リーディングシアター「夜間飛行」（2021年1月12日、サンシャイン劇場）
  - リーディングシアター「星の王子さま」（2021年1月27日、梅田芸術劇場 シアター・ドラマシティ）
- 100seasons AND ENDLESS『swallow period』（2021年5月1日 - 4日、日経ホール）*全公演中止[79]
- 饗宴「＋GOLDFISH」（2021年6月2日 - 13日、DisGOONieS）- 主演 マーティズ 役
- ミュージカル『マドモアゼル・モーツァルト』（2021年10月10日 - 31日、東京建物 Brillia HALL） - フランツ 役[80]
- DisGOONie Presents 第10回記念公演 舞台「MOTHERLAND」（2021年12月3日 - 12日、明治座 / 12月18日 - 19日、森ノ宮ピロティホール） - 張良 役[81]
- 舞台『怪盗探偵山猫 the Stage〜船上の狂想曲〜』（2022年1月20日 - 30日、大手町三井ホール） - 海老沼 役
- Musical「天使について〜堕落天使編〜」（2022年2月24日 - 3月6日、自由劇場） - 堕落天使ヴァレンティノ／ジャコモ 役
- S-IST Stage「ひりひりとひとり」（2022年6月10日 - 19日、よみうり大手町ホール）- 主演 工藤春男 役[82] [83] [84]
- ミュージカル「DOROTHY（ドロシー）〜オズの魔法使い〜」（2022年8月27日 - 10月12日、日本青年館ホール 他）- かかし 役[85][86]
- エン*ゲキ#06『砂の城』（2022年10月15日 - 30日、紀伊國屋ホール / 11月3日 - 13日、ABCホール）- アデル 役 [87]
- 舞台『鋼の錬金術師』（2023年3月8日 - 12日、新歌舞伎座 / 3月17日 - 26日、日本青年館ホール）- ゾルフ・J・キンブリー 役[88]
  - 舞台『鋼の錬金術師』-それぞれの戦場-（2024年6月8日 - 16日、日本青年館ホール / 6月29日 - 30日、SkyシアターMBS）[89]
- 東映ムビ×ステ 舞台「仁義なき幕末 -令和激闘篇-」（2023年4月27日 - 5月7日、サンシャイン劇場 / 5月18日 - 21日、梅田芸術劇場 シアター・ドラマシティ）- 伊達唯臣 役 [90]
- 舞台『ETERNAL GHOST FISH -永恒机关魚-』（2023年10月13日 - 22日、紀伊國屋ホール）- 主演 ヘンリー 役 [91]
- 饗宴『世濁声～GOOD MORNING BEAUTIFUL MOUSE』（2023年11月9日 - 19日、DisGOONieS）- 悟 役  [92]
- 少年社中 25周年記念ファイナル 第42回公演『テンペスト』（2024年1月6日 - 21日、サンシャイン劇場 / 1月25日 - 28日、梅田芸術劇場 シアター・ドラマシティ）[93]
- 饗宴「エイリアンハンドシンドローム」（2024年3月24日 - 28日、DisGOONieS）
- 朗読劇「ROOM」（2024年5月25日、こくみん共済 coop ホール/スペース・ゼロ）[94]
- DisGOONie Presents Vol.14 reading mindfulness『chill moratorium』チルモラトリアム（2024年9月14日 - 23日、シアターH / 9月27日 - 29日、COOL JAPAN PARK OSAKA TTホール）[95]
- Theatre Polyphonic 第7回公演 ミュージカル『翼の創世記』Genesis of Wings（2024年11月29日 - 12月25日、ブルースクエア四谷）[96]
- 音楽劇『無人島に生きる十六人』（2025年1月25日 - 2月2日、日本青年館ホール） - 範多ウィリアム 役[97][98]
- ミュージカル『東京リベンジャーズ』#2 Bloody Halloween（2025年3月28日 - 4月6日、天王洲 銀河劇場 / 4月11日 - 13日、京都劇場） - 場地圭介 役[99]
- DisGOONie Presents Vol.15 舞台『恋ひ付喪神ひら』（2025年6月12日・14日〈予定〉、シアターH）[100][101]
- ソロリーディングシアター 〜シーラッハ傑作短編〜（2025年7月1日 - 5日〈予定〉、パルテノン多摩 小ホール）[102]
- ミュージカル『SPY×FAMILY』2025年公演（2025年9月20日 - 28日〈予定〉、ウェスタ川越 / 10月7日 - 28日〈予定〉、日生劇場 / 11月5日 - 10日〈予定〉、梅田芸術劇場 メインホール / 11月17日 - 30日〈予定〉、博多座 / 12月12日 - 14日〈予定〉、やまぎん県民ホール / 12月20日・21日〈予定〉、静岡市清水文化会館 / 12月26日 - 30日〈予定〉、御園座） - フランキー・フランクリン 役[103][104]

### コンサート
- I Love Musical シリーズ
  - I Love Musical 〜precious time music〜（2018年3月1日、ヤマハホール）
  - I Love Musical X'masVersion（2019年12月24日,25日、ヤマハホール）
  - I Love Musical 2021 Spring Special（2021年6月20日、eplus LIVING ROOM CAFE＆DINING）
- Japan Musical Festival 2022（2022年1月28日、LINE CUBE SHIBUYA）
- Japan Musical Festival 2022 Winter Season（2022年12月28日、Bunkamura オーチャードホール）[105]
- Musical Lovers 2023（2023年7月29日、全電通労働会館 全電通ホール）

### オリジナルビデオ
- リアルオーディション Boys【映画俳優】（2009年2月6日発売、ベンテンエンタテインメント）
- 帰ってきた侍戦隊シンケンジャー 特別幕（2010年6月21日発売、東映ビデオ） - 谷千明 / シンケングリーン 役
- ドラマティック・ジャーニー〜バンコクの微笑み（2010年10月20日発売、エースクルー・エンタテインメント） - 主演 南俊介 役
- 平成30年度兵庫県人権啓発ビデオ「君が、いるから」（2018年12月貸出・販売、東映） - 檜山亮平 役

### テレビ番組
- 猫のひたいほどワイド（2023年4月3日 - 2024年3月25日、tvk） - 月曜MC[106]

### PV
- KANA-BOON「フルドライブ」（2014年5月21日）

### ラジオドラマ
- 青春アドベンチャー とけるストーリーボックス 第5回「お地蔵さんのまにまに」（2023年9月22日、NHK-FM） - 結城和真 役

### ゲーム
- 千銃士（2018年4月30日 - 2019年6月11日） - エンフィールド 役[107]
- 千銃士: Rhodoknight（2021年11月24日 - 2024年4月4日） - エンフィールド 役[108]

### テレビアニメ
- 千銃士 第9話・第10話・最終話（2018年8月28日・9月11日・25日、TOKYO MX ほか） - エンフィールド 役

### オーディオドラマ
- ESCAPE&CHASE（2018年10月20日CDリリースイベント開催、PKPエンタテインメント） - 犬養コウタ 役[109]

### 配信
- 恋愛は必然である～ドラマで分かる!新感覚恋愛法則～ 第7話（2014年2月5日、dビデオ powered by BeeTV） - 瀬川雄大 役
- ソイカレ〜わたしがイケメンと添い寝する30の方法〜 第4話・第6話・第11話（2015年2月16日・18日・23日、UULA） - 幼馴染、サークルの先輩、バンドマン 役
- 傷だらけのイケメン達 #21 - #24（2019年3月2日 - 23日、ひかりTVチャンネル・dTV）[110]
- 舞台『マーダーミステリーシアター 演技の代償』（2021年2月22日14時公演、SPWN） - 桃谷雄一郎 役
- 取り立て屋ハニーズ 第3話・第4話（2021年4月9日・16日、ひかりTVチャンネル・dTV） - 二階堂拓朗 役
- 腐男子バーテンダーの嗜み 第2話（2022年5月31日、FOD） - 岩井 役

## 書籍

### 写真集
- 鈴木勝吾写真集『Smiling days』（2010年5月、ワニブックス、撮影:宮坂浩見 ）ISBN 978-4-8470-4274-4

### 関連書籍
- おーちようこ『舞台俳優は語る』（2020年2月28日、一迅社）ISBN 978-4-7580-3488-3